# Mitrofan Bogaïevski
Pour les articles homonymes, voir Bogaïevski.
 (novembre 2018).
Si vous disposez d'ouvrages ou d'articles de référence ou si vous connaissez des sites web de qualité traitant du thème abordé ici, merci de compléter l'article en donnant les références utiles à sa vérifiabilité et en les liant à la section « Notes et références ».
Mitrofan Petrovitch Bogaïevski  (Митрофан Петрович Богаевский en russe), né le 23 novembre 1881 à Petrovskoï, mort le 1er avril 1918 à Rostov-sur-le-Don) était un cosaque de la stanitsa Kamenskaïa dans la région militaire du Don (RMD).
Après avoir fréquenté la faculté d'histoire de l'université de Pétersbourg, où il fut, durant toutes ses années d'étude, président de l'« Amicale des compatriotes du Don », Mitrofan Bogaïevski enseigna, à partir de 1911, dans un établissement de Novotcherkassk. À partir de 1914 il fut le directeur d'un autre établissement scolaire au village de Kamenskaïa.
Membre d'aucun parti, il étudia l'histoire de la région militaire du Don et milita pour la renaissance des anciennes traditions cosaques et le développement de la culture cosaque locale. Orateur, surnommé « le chantre du Don », il disposait d'un grand prestige parmi les cosaques. 

## Après la révolution
Après la révolution de Février 1917, il devint en mars le président de l'« Assemblée cosaque de toutes les Russies » à Pétrograd. En avril il devint à Novotcherkassk le président du premier rassemblement (congrès) des cosaques du Don, qui le nomma président du comité exécutif pour la préparation du règlement des élections et de leur convocation pour la région militaire du Don.
Bogaïevski redonna du sens au droit populaire cosaque. Il prépara la résolution des questions posées par l'autogestion locale fondée sur l'égalité des droits, l'absence de castes et le droit au suffrage universel. Le projet de règlement sur le gouvernement cosaque de Bogaïevski était fondé sur des usages existant sur le territoire de la région Militaire du Don avant 1721 : « La terre du don de Dieu (territoires le long du Don et du Donetsk, accordés par Dieu aux cosaques, selon la tradition) était la propriété des cosaques du Don ; mais son projet reconnaissait aussi les droits des paysans de la région sur les terres des grands propriétaires terriens (la norme maximale était de 35 dessiatines) ; la RMD était une partie incessible mais autonome de la Russie ; était prévue la constitution d'un gouvernement élu du Don avec à sa tête un ataman. »
La grande assemblée militaire, convoquée après 196 années d'interruption, du 26 mai au 18 juin à Novotcherkassk, approuva les propositions de Bogaïevski et élut comme président l'ataman Kaledine. En mai, le projet de loi sur l'autogestion cosaque fut envoyé au gouvernement provisoire, qui y apporta une correction : la direction de la RMD serait assurée par un commissaire du gouvernement provisoire. Bogaïevski obtint de l'assemblée des cosaques l'abrogation de cette disposition. Après l'écrasement de la révolte de Kornilov (en août), le gouvernement provisoire, accusant Kaledine d'avoir participé à la révolte, le convoqua devant un tribunal. A l'instigation de Bogaïevski, l'Assemblée rétablit une vieille loi cosaque : « Dans le Don, on ne donne personne ». Bogaïevski dut composer avec les Soviets, mais fut toujours leur adversaire et resta un ennemi de principe du bolchevisme. À l'initiative de Bogaïevski, l'Assemblée proclama le 20 octobre l'indépendance de la RMD jusqu'à l'organisation en Russie d'un gouvernement acceptable pour les cosaques.
Bogaïevski fut franchement hostile à la révolution d'Octobre, prit position contre l'instauration du pouvoir Soviétique et fut parmi les instigateurs d'une des premières insurrections armées qui marquèrent le début de la guerre civile. Il entra en décembre dans le « conseil civil du Don » qui prétendait au rôle de gouvernement de toutes les Russies. Ses actions contre le pouvoir soviétique n'obtinrent pas le soutien de la majorité des cosaques et échouèrent.
Le 29 janvier 1918, Bogaïevski et Kalédine abandonnèrent leurs pleins pouvoirs. Le 6 mars, Bogaïevski fut arrêté par les gardes rouges dans le village de Vélikokniajeski. Il fut incarcéré à Novotcherkassk puis à Rostov-sur-le-Don où les bolcheviks le fusillèrent le 1er avril 1918.
Lénine pense voir en sa mort la fin de la guerre civile. Dans Les tâches immédiates du pouvoir des soviets, publiés dans la Pravda, il écrit : « Pour l'essentiel la tâche consistant à écraser la résistance des exploiteurs a été accomplie dans la période qui va du 25 octobre à février 1918 (approximativement) ou à la capitulation de Bogaïevski [...] jusqu'à présent la résistance des exploiteurs revêtait encore la forme d'une guerre civile déclarée. »